# (33530) 1999 HH1
1999 HH1 (asteroide 33530) é um asteroide da cintura principal. Possui uma excentricidade de 0.21595810 e uma inclinação de 3.21375º.
Este asteroide foi descoberto no dia 19 de abril de 1999 por John Broughton em Reedy Creek.